# Mrčkovina
Mrčkovina (en serbe cyrillique : Мрчковина) est un village de Serbie situé dans la municipalité de Prijepolje, district de Zlatibor. Au recensement de 2011, il comptait 17 habitants.

## Démographie

### Évolution historique de la population
| 1948 | 1953 | 1961 | 1971 | 1981 | 1991 | 2002 | 2011 |
| ---- | ---- | ---- | ---- | ---- | ---- | ---- | ---- |
| 215  | 260  | 278  | 156  | 138  | 82   | 33   | 17   |

|  |